# Johann Marbs Werft

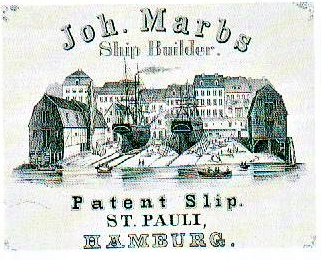
Inserat der Werft Marbs in Hamburg St. Pauli mit Darstellung der Slipanlage

Die Johann Marbs Werft war eine zunftfreie Werft am Pinnasberg in Hamburg-St. Pauli, gegründet nach 1825 von dem Schiffbaumeister Johann Marbs. Bis in die 1870er Jahre schufen er und seine Söhne rund 25 hölzerne Segelschiffe. Es waren vorwiegend Barken, Briggen, Kuffen und Gaffelschoner, die zum Teil auf eigene Rechnung gebaut wurden. Der überwiegende Teil der Schiffe konnte an Hamburger Reeder wie F. Laeisz, C. Woermann, Joh. Ces. Godeffroy & Sohn verkauft werden.
- 1841 wurde die Bark St. Pauli bei Marbs gebaut.
- Der hölzerne Raddampfer Leeds wurde 1842 für die Hanseatische Dampfschifffahrts-Gesellschaft in Hamburg gebaut und später als Radkorvette Bremen bekannt. Von 1853 bis 1865 fuhr sie als Frachter Hannover, später fand sie noch als Kohlenhulk Verwendung.
- Als letztes Schiff wurde die Maria Magdalena 1878 mit 580 Registertonnen von dem Sohn J.H. Marbs abgeliefert.